# Близниченко Леонід Андрійович
Близниче́нко Леонід Андрійович (нар. 30 червня (13 липня) 1912, Харків — 26 грудня 1972, Київ) — мовознавець. Син А. Близниченка. Кандидат філологічних наук (1957). Учасник 2-ї світової війни, мав бойові нагороди.

## Біографія
Навчався у Московському інституті народного господарства (1929—1930) та Колумбійському університеті (Нью-Йорк, 1930—1932), закінчив Інститут сходознавства (Москва, 1937). Працював викладачем англійської мови в Харківському університеті (1938—1941), від 1946 — завідувач кафедри іноземних мов, декан факультету іноземних мов Київського педагогічного інституту, одночасно завідувач кафедри у ВПШ при ЦК КПУ, від 1953 — завідувач кафедри англійської мови Київського педагогічного інституту іноземних мов, від 1960 — старший науковий співробітник, а від 1964 — завідувач відділу експериментальної фонетики Інституту мовознавства АН УРСР. Дослідження з англійської мови, експериментальної фонетики, гіпнопедії. Засновник напряму експериментальної інтонології в Україні. На основі експериментального вивчення запропонував нові методи викладання іноземних мов. Одним із перших теоретично обґрунтував метод уведення в пам'ять людини інформації під час природного сну.

## Праці
- З історії дослідження теорії мовної інтонації у вітчизняному мовознавстві // Наук. зап. Київ. ін-ту іноз. мов. 1958;
- Ломоносов і фонетика // Ломоносов. філол. зб. К., 1963;
- Актуальні питання експериментально-фонетичного дослідження мови // Пит. експерим. фонетики. К., 1963;
- Про інваріант інтонації мовлення // Закономірності розвитку укр. усного літ. мовлення. К., 1965;
- Ввод и закрепление информации в память человека во время естественного сна. К., 1966.